# Adolfo di Lussemburgo
Adolfo di Lussemburgo (in tedesco: Adolf Wilhelm August Karl Friedrich von Nassau-Weilburg) (Biebrich, 24 luglio 1817 – Lenggries, 17 novembre 1905) fu l'ultimo duca sovrano di Nassau e il quarto granduca del Lussemburgo dal 1890 fino alla sua morte.

## Biografia

### I primi anni e il governo del ducato di Nassau

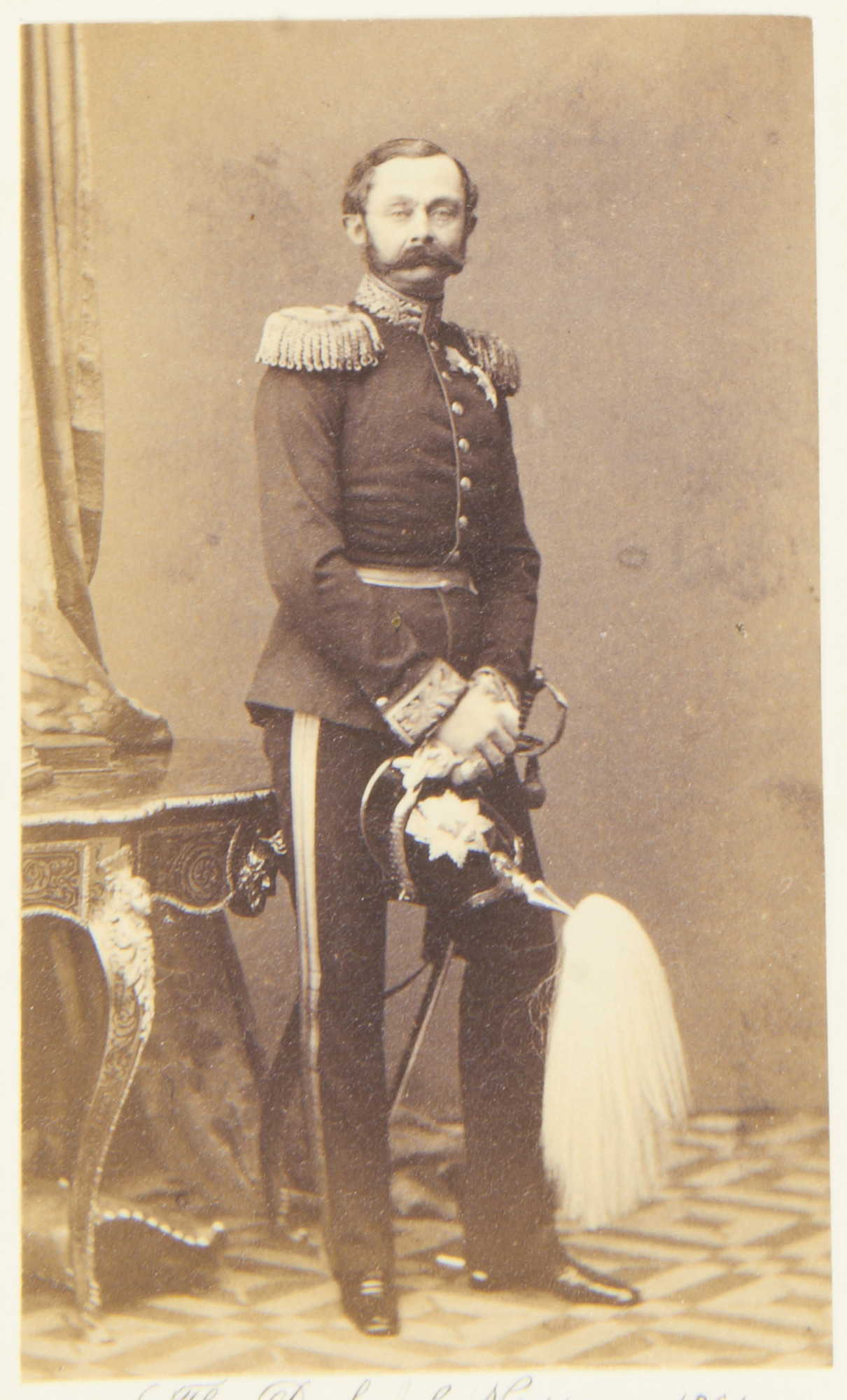
Adolfo, duca di Nassau, in una foto del 1860 circa

Adolfo era figlio del duca Guglielmo di Nassau e della sua prima moglie, Luisa di Sassonia-Hildburghausen. Sofia di Nassau, sorellastra di Adolfo, sarà poi moglie di re Oscar II di Svezia.
Adolfo divenne duca di Nassau il 20 agosto 1839, dopo la morte del padre; tra i suoi primi atti vi fu la proclamazione della nuova capitale nella città di Wiesbaden e lo stesso Adolfo, per rimarcare questa nuova scelta, prese residenza nel locale Stadtschloss dal 1841. Il 20 aprile 1842, l'Adelsverein, Società per la protezione dei migranti tedeschi in Texas, venne fondata nel castello del duca a Biebrich sul Reno. Adolfo fu nominato protettore dell'organizzazione, responsabile dell'emigrazione di un gran numero di tedeschi in Texas durante il XIX secolo. Lo stesso Adolfo si prodigò per fondare il 9 gennaio 1843 una tenuta di 4.428 acri detta Nassau Plantation presso la Contea di Fayette.
In politica internazionale, Adolfo sostenne l'Impero austriaco nella Guerra Austro-Prussiana del 1866. Dopo la sconfitta dell'Austria, il ducato di Nassau fu annesso al Regno di Prussia e il 20 settembre 1866 Adolfo fu dichiarato decaduto.

### L'ascesa al granducato di Lussemburgo
Nonostante appartenesse a una grande famiglia aristocratica europea, Adolfo era rimasto senza trono e quando ormai tutto sembrava perduto, giunse per lui un colpo di fortuna che fu provvidenziale per la sua casata. Nel 1879, una nipote di Adolfo, Emma di Waldeck e Pyrmont (figlia di un'altra sua sorellastra), sposò Guglielmo III dei Paesi Bassi, che era anche granduca di Lussemburgo. Nel 1890 Guglielmina, l'unica figlia della coppia salì, alla morte del padre, sul trono olandese, dal momento che non aveva fratelli maschi viventi. La legge salica era stata infatti abolita nei Paesi Bassi, ma rimaneva in vigore in Lussemburgo, dove gli organi di governo non accettarono Guglielmina quale sovrana. Pertanto la regina olandese dovette rinunciare, cedendo la reggenza del granducato allo zio Adolfo, sulla base di un accordo noto come Patto di famiglia di Nassau. Adolfo, oltre alla parentela con la regina, che avrebbe dovuto succedere nel granducato di Lussemburgo, era anche cugino di 17º grado del re-granduca Guglielmo III; come tale soddisfaceva alle condizioni poste dalla legge salica per succedergli, oltre al fatto che non si era legato ad alcun altro stato e poteva quindi costituire una dinastia regnante autonoma da altre influenze esterne.
Sebbene anziano, Adolfo ascese dunque al trono del Lussemburgo e si trovò per la seconda volta al governo di uno stato. Tra i suoi primi provvedimenti vi fu quello, nel 1892, di garantire il titolo nobiliare di conte di Wisborg al nipote Oscar Bernadotte, che aveva perso i propri titoli nobiliari in Svezia a causa di un matrimonio da lui contratto senza l'approvazione del padre, il re di Svezia. Il giovane venne quindi incluso nella nobiltà del Lussemburgo e rimase pertanto sempre legato allo zio per avergli consentito un titolo conforme alla sua nascita.
Adolfo morì nel 1905. Gli succedette sul trono del Lussemburgo l'unico figlio maschio avuto dal suo secondo matrimonio, Guglielmo IV.

## Matrimoni ed eredi
Il 31 gennaio 1844 Adolfo si sposò a San Pietroburgo con Elizaveta Michajlovna Romanova, granduchessa di Russia e nipote dello zar Nicola I di Russia, che però morì dopo poco più di un anno dando alla luce una bambina nata morta. Adolfo, a seguito della morte della giovane granduchessa, fece costruire per lei, tra il 1847 ed il 1855, la chiesa ortodossa di Sant'Elisabetta, ove la salma della giovane fu poi tumulata.

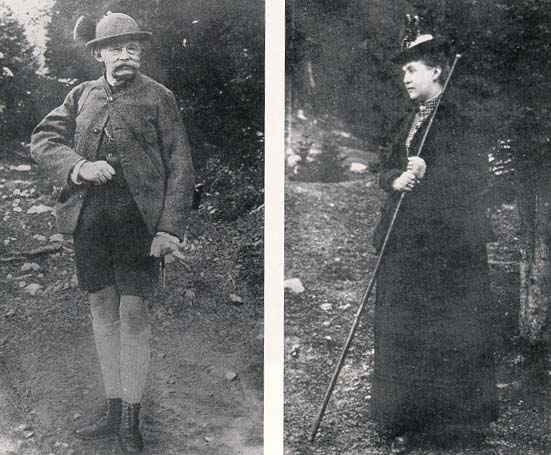
Adolfo di Lussemburgo e la seconda moglie Adelaide

Il 23 aprile 1851 si risposò con Adelaide Maria di Anhalt-Dessau, figlia di Federico Augusto di Anhalt-Dessau. Ebbero cinque figli, di cui solo due sopravvissero, diventando principe e principessa di Lussemburgo:
- Guglielmo (1852–1912);
- Hilda (1864 - 1952), sposò Federico II di Baden.

## Ascendenza
|                                           |                                                 |                                                | Genitori                                               |  |  | Nonni |  |  | Bisnonni                           |  |  | Trisnonni                        |  |
|                                           |                                                 |                                                |                                                        |  |  |       |  |  | Carlo Cristiano di Nassau-Weilburg |  |  | Carlo Augusto di Nassau-Weilburg |  |
|                                           |                                                 |                                                |                                                        |  |  |       |  |  | Carlo Cristiano di Nassau-Weilburg |  |  | Carlo Augusto di Nassau-Weilburg |  |
|                                           |                                                 | Augusta Federica Guglielmina di Nassau-Idstein |                                                        |  |  |       |  |  | Carlo Cristiano di Nassau-Weilburg |  |  |                                  |  |
| Federico Guglielmo di Nassau-Weilburg     |                                                 |                                                |                                                        |  |  |       |  |  | Carlo Cristiano di Nassau-Weilburg |  |  |                                  |  |
|                                           |                                                 | Carolina d'Orange-Nassau                       | Guglielmo IV di Orange-Nassau                          |  |  |       |  |  |                                    |  |  |                                  |  |
|                                           |                                                 | Carolina d'Orange-Nassau                       | Guglielmo IV di Orange-Nassau                          |  |  |       |  |  |                                    |  |  |                                  |  |
|                                           |                                                 | Carolina d'Orange-Nassau                       | Anna di Hannover                                       |  |  |       |  |  |                                    |  |  |                                  |  |
| Guglielmo di Nassau                       |                                                 | Carolina d'Orange-Nassau                       |                                                        |  |  |       |  |  |                                    |  |  |                                  |  |
|                                           |                                                 | Giorgio di Sayn-Hachenburg-Kirchberg           | Guglielmo Luigi di Sayn-Hachenburg-Kirchberg           |  |  |       |  |  |                                    |  |  |                                  |  |
|                                           |                                                 | Giorgio di Sayn-Hachenburg-Kirchberg           | Guglielmo Luigi di Sayn-Hachenburg-Kirchberg           |  |  |       |  |  |                                    |  |  |                                  |  |
|                                           |                                                 | Giorgio di Sayn-Hachenburg-Kirchberg           | Luisa di Salm-Dhaun                                    |  |  |       |  |  |                                    |  |  |                                  |  |
| Luisa Isabella di Kirchberg               |                                                 | Giorgio di Sayn-Hachenburg-Kirchberg           |                                                        |  |  |       |  |  |                                    |  |  |                                  |  |
|                                           |                                                 | Isabella Augusta di Reuss-Greiz                | Enrico XI di Reuss-Greiz                               |  |  |       |  |  |                                    |  |  |                                  |  |
|                                           |                                                 | Isabella Augusta di Reuss-Greiz                | Enrico XI di Reuss-Greiz                               |  |  |       |  |  |                                    |  |  |                                  |  |
|                                           |                                                 | Isabella Augusta di Reuss-Greiz                | Corradina di Reuss-Köstritz                            |  |  |       |  |  |                                    |  |  |                                  |  |
| Adolfo di Lussemburgo                     |                                                 | Isabella Augusta di Reuss-Greiz                |                                                        |  |  |       |  |  |                                    |  |  |                                  |  |
|                                           | Ernesto Federico III di Sassonia-Hildburghausen | Ernesto Federico II di Sassonia-Hildburghausen |                                                        |  |  |       |  |  |                                    |  |  |                                  |  |
|                                           | Ernesto Federico III di Sassonia-Hildburghausen | Ernesto Federico II di Sassonia-Hildburghausen |                                                        |  |  |       |  |  |                                    |  |  |                                  |  |
|                                           | Ernesto Federico III di Sassonia-Hildburghausen | Carolina di Erbach-Fürstenau                   |                                                        |  |  |       |  |  |                                    |  |  |                                  |  |
| Federico di Sassonia-Hildburghausen       | Ernesto Federico III di Sassonia-Hildburghausen |                                                |                                                        |  |  |       |  |  |                                    |  |  |                                  |  |
|                                           |                                                 | Ernestina Augusta di Sassonia-Weimar           | Ernesto Augusto I di Sassonia-Weimar                   |  |  |       |  |  |                                    |  |  |                                  |  |
|                                           |                                                 | Ernestina Augusta di Sassonia-Weimar           | Ernesto Augusto I di Sassonia-Weimar                   |  |  |       |  |  |                                    |  |  |                                  |  |
|                                           |                                                 | Ernestina Augusta di Sassonia-Weimar           | Sofia Carlotta di Brandeburgo-Bayreuth                 |  |  |       |  |  |                                    |  |  |                                  |  |
| Luisa di Sassonia-Hildburghausen          |                                                 | Ernestina Augusta di Sassonia-Weimar           |                                                        |  |  |       |  |  |                                    |  |  |                                  |  |
|                                           |                                                 | Carlo II di Meclemburgo-Strelitz               | Carlo Ludovico Federico di Meclemburgo-Strelitz        |  |  |       |  |  |                                    |  |  |                                  |  |
|                                           |                                                 | Carlo II di Meclemburgo-Strelitz               | Carlo Ludovico Federico di Meclemburgo-Strelitz        |  |  |       |  |  |                                    |  |  |                                  |  |
|                                           |                                                 | Carlo II di Meclemburgo-Strelitz               | Elisabetta Albertina di Sassonia-Hildburghausen        |  |  |       |  |  |                                    |  |  |                                  |  |
| Carlotta Giorgina di Meclemburgo-Strelitz |                                                 | Carlo II di Meclemburgo-Strelitz               |                                                        |  |  |       |  |  |                                    |  |  |                                  |  |
|                                           |                                                 | Federica Carolina Luisa d'Assia-Darmstadt      | Giorgio Guglielmo d'Assia-Darmstadt                    |  |  |       |  |  |                                    |  |  |                                  |  |
|                                           |                                                 | Federica Carolina Luisa d'Assia-Darmstadt      | Giorgio Guglielmo d'Assia-Darmstadt                    |  |  |       |  |  |                                    |  |  |                                  |  |
|                                           |                                                 | Federica Carolina Luisa d'Assia-Darmstadt      | Maria Luisa Albertina di Leiningen-Dagsburg-Falkenburg |  |  |       |  |  |                                    |  |  |                                  |  |
|                                           |                                                 | Federica Carolina Luisa d'Assia-Darmstadt      |                                                        |  |  |       |  |  |                                    |  |  |                                  |  |